# Ruokorivier
Ruokorivier (Zweeds – Fins: Ruokojoki) is een rivier annex beek, die stroomt in de Zweedse  gemeente Pajala. De rivier voedt en ontwatert het Ruokojärvi. Ze stroomt naar het zuiden en geeft na 9080 meter haar water af aan de Tuporivier.
Afwatering: Ruokorivier → Tuporivier →  Torne → Botnische Golf